# Faida (criminalità)
Il termine faida nel gergo criminale e giornalistico  del XX e XXI secolo, è stato impiegato in Italia per identificare, nell'ambito della criminalità, soprattutto quella di tipo mafioso, gli scontri tra famiglie mafiose ('ndrine o cosche), scontri sanguinari che comportano numerosi morti, feriti e danneggiamenti per assumere o mantenere il controllo criminale su un determinato territorio.
Una faida è anche detta guerra per il territorio (con questa locuzione è conosciuta nella maggior parte delle altre lingue), ovvero una lotta tra due o più organizzazioni criminali per il controllo e l'esercizio del potere in un territorio, o per contendersi un mercato illegale come ad esempio quello del traffico di droga.

## Etimologia
Il termine deriva dal nome di un'istituzione giuridica germanica tardo antica e medievale, la faida appunto.